# Skegby
Skegby är en by i unparished area Sutton in Ashfield, i distriktet Ashfield, i grevskapet Nottinghamshire i England. Byn är belägen 5 km från Mansfield. Skegby var en civil parish fram till 1935 när blev den en del av Sutton in Ashfield. Civil parish hade 6 519 invånare år 1931. Byn nämndes i Domedagsboken (Domesday Book) år 1086, och kallades då Schegebi.